# Гедоэльстиоз
Гедоэльстио́з (лат. gedoelstiosis, myiasis gedoelstiasis) — миаз человека и домашних животных, вызванная личинками Gedoelstia.

## Этиология
Возбудители — оводы рода Gedoelstia (сем. Oestridae, отр. Diptera) — паразиты антилоп, овец, рогатого скота и, редко, человека.

## Гедоэльстиоз человека
У человека личинки паразита могут вызывать офтальмомиаз.

## Гедоэльстиоз животных
В Южной Африке оводы этого рода являются причиной окуло-васкулярного миаза, вызывая выпадение глазного яблока у овец и, реже, крупного рогатого скота.
У овец личинки при миграции попадают в мозг, глаз и сердце. Может развиться глаукома, разрыв глазного яблока, инфаркт миокарда, лёгких и почек, а также энцефаломаляция из-за тромбоза сосудов.  
Gedoelstia cristata попадают в глаза жвачных животных и, пройдя через вену в сердечно-сосудистую систему, мигрируют до трахеи и носовой полости. Могут паразитировать в лёгких и бронхах.
Gedoelstia hassleri попадают в конъюнктивный мешок, мигрируют в носовую полость через кровеносные сосуды, в мозговые оболочки и субдуральное пространство.